# Антоній Зигмунд
Антоній Зигмунд (1900—1992) — польський математик, представник варшавської математичної школи.

## Біографія
Він закінчив Варшавський університет і отримав там ступінь доктора філософії у 1923 році під керівництвом Александра Райхмана. Читав лекції у цьому університеті, у 1922–1929 роках у Варшавському політехнічному університеті, а в 1930–1939 роках був професором Університету Стефана Баторія у Вільнюсі. У 1940 році емігрував до США. Працював у Массачусетському технологічному інституті, коледжі Маунт Холіок (1940–1945), Пенсильванському університеті (1945–1947), а потім у Чиказькому університеті.
Його наукова робота, в основному, стосувалася гармонічного аналізу, аналітичних функцій, тригонометричних рядів, теорії ймовірностей та теорії сингулярних інтегралів.
Був членом Варшавського наукового товариства (1930–1952), у 1961 році став членом Польської академії наук і Американської академії наук, з 1964 року — членом Аргентинської академії, з 1967 року — почесним членом Лондонського математичного товариства.
7 вересня 1973 року Університет Миколая Коперника в Торуні присвоїв йому ступінь почесного доктора.